# Geschwenda
Geschwenda es un municipio situado en el distrito de Ilm, en el estado federado de Turingia (Alemania), a una altitud de 500 metros. Su población a finales de 2016 era de unos 2000 habitantes y su densidad poblacional, 340 hab/km².
Se encuentra ubicado a poca distancia al sur de la ciudad de Erfurt, la capital del estado.